# Anthicus monstrator
Anthicus monstrator là một loài bọ cánh cứng trong họ Anthicidae. Loài này được Telnov miêu tả khoa học năm 2005.